# Tsamerien

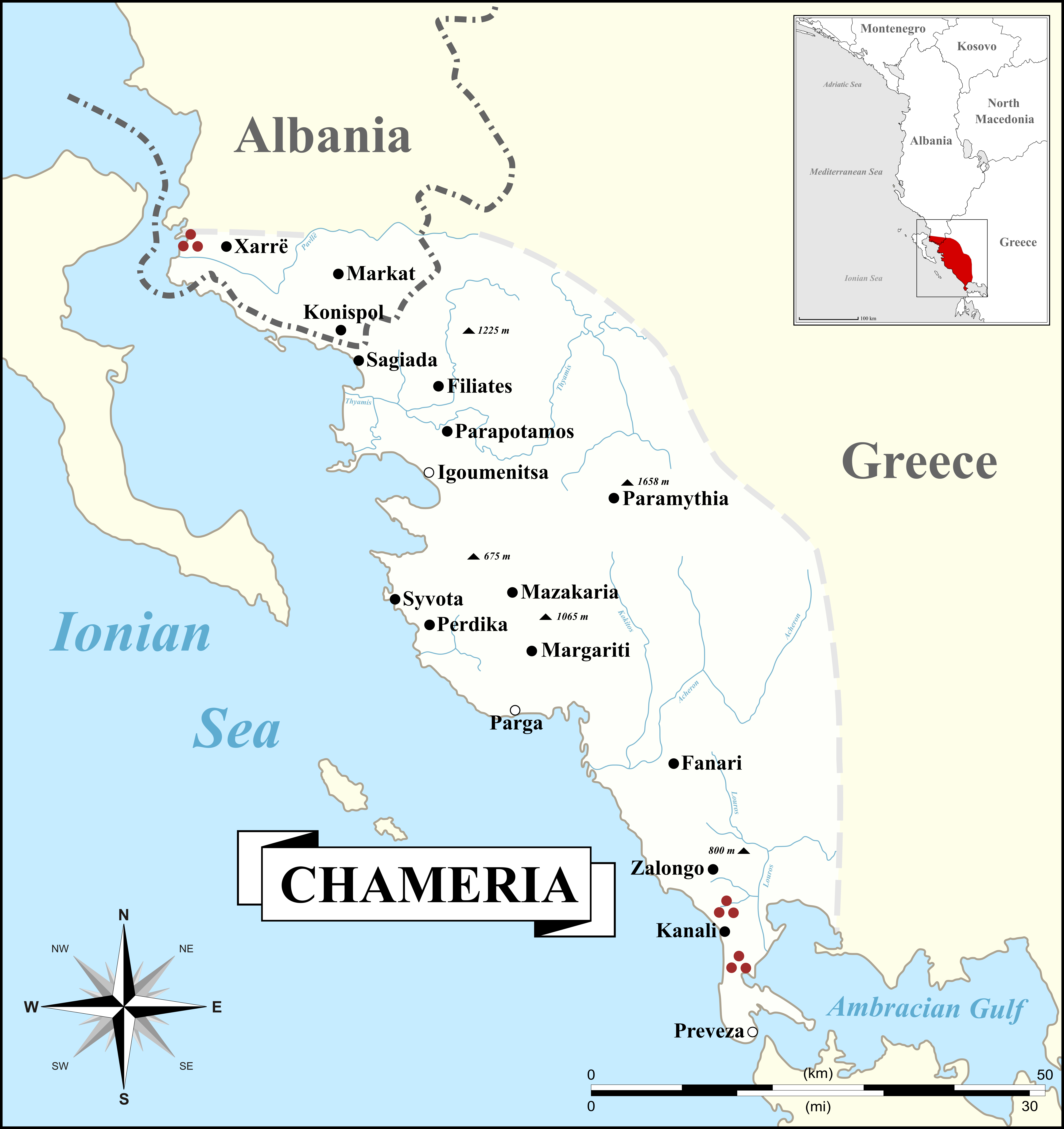
Tsamerien

Tsamerien (på grekiska Tsamouria, på albanska Çamëri med böjningsformen Çamëria) är ett kustområde i nordvästra Grekland och södra Albanien delvis bebott av den albanska folkgruppen tsamider (utgjorde år 1923 omkring 20 000 personer), vilka talar albanska och är muslimer eller grekisk-ortodoxa.